# Ergosterol
Ergosterolul este un sterol întâlnit în membrana celulară la fungi și protozoare, având diverse funcții asemănătoare cu cele ale colesterolului din celulele animale. Deoarece multe fungi și protozoare nu pot supraviețui în lipsa ergosterolului, enzimele care au rolul de a-l produce au devenit ținte importante în industria farmaceutică, pentru producerea de medicamente. Ergosterolul este important deoarece este folosit de organisme pentru producerea vitaminei D2 (ergocalciferolului), prin expunerea la lumină ultravioletă. 